# دهستان شوریچه
دهستان شوریجه یا شورجه واقع در استان فارس یکی از دهستان‌های بخش مرکزی شهرستان سروستان است. بر پایه سرشماری عمومی نفوس و مسکن در سال ۱۳۹۵ جمعیت این دهستان 921 نفر (در 269 خانوار) بوده‌است.